# Liste der Studentenverbindungen in Danzig
Diese Liste der Studentenverbindungen in Danzig dient der Übersicht über die Danziger  Korporationen in der Zeit von 1904 bis 1935. Die  TH Danzig war in Westpreußen die „technische“ Ergänzung der Albertus-Universität Königsberg in Ostpreußen.

## Schlagende Verbindungen

### Burschenschaften

#### Im Allgemeinen Deutschen Burschenbund (ADB)
- Danziger Burschenschaft Gothia (1904)[M 1] → 1934 aufgegangen in Dresdner Burschenschaft Arminia (DB), heute Burschenschaft Arminia-Gothia zu Braunschweig (2013 aus DB ausgetreten)[1]

#### In der Deutschen Burschenschaft (DB)
- Danziger Burschenschaft Germania (1904)[M 1] → Danziger Burschenschaft Alemannia zu Aachen (1950)
- Danziger Burschenschaft Markomannia (1924)[M 1] → Danziger Burschenschaft Alemannia zu Aachen (1950)
- Danziger Burschenschaft Teutonia (1904)[M 1] → Danziger Burschenschaft Alemannia zu Aachen (1950)

#### Im Rüdesheimer Verband Deutscher Burschenschaften (RV)
- Danziger Burschenschaft Germania (1904)[M 1] → DB (1919)
- Danziger Burschenschaft Teutonia (1905)[M 1] → DB (1919)

### Corps im Weinheimer Senioren-Convent (WSC)
- Corps Baltica (1860)[M 1] → Corps Baltica-Borussia Danzig zu Bielefeld (1952)
- Corps Borussia (1893)[M 1] → Corps Baltica-Borussia Danzig zu Bielefeld (1952)
- Corps Cheruscia (1925)[M 1] → Corps Friso-Cheruskia Karlsruhe (1950)
- Corps Saxonia (1904)[M 1], Suspension 1912 → Corps Saxonia Hannover (1922)

Ein eigenständiger SC der Danziger Corps bestand von 1905 bis 1935.

### Landsmannschaften in der Deutschen Landsmannschaft
- Landsmannschaft Arminia (1924)[M 1] → Landsmannschaft Preußen (1929)
- Landsmannschaft Preußen (1921)[M 1] → Landsmannschaft Cheruskia Darmstadt (1950), 1969 eigenständiger AHV, mittlerweile Traditionsbund der Landsmannschaft Neoborussia Halle zu Freiburg

### Sängerschaft in der Deutschen Sängerschaft
- Sängerschaft Normannia (1905)[M 1] → Bochum (1967) → Sängerschaft Franconia-Brunonia Braunschweig (1974)

### Turnerschaften im Vertreter-Convent
- Turnerschaft Brunonia (1907)[M 1] → Turnerschaft Brunsviga-Brunonia Braunschweig (1950)
- Turnerschaft Deutschritter (1925)[M 1] → Turnerschaft Armino-Hercynia Hannover (1955)
- Turnerschaft Hansea (1904)[M 1] → Dortmund (1970) → Landsmannschaft Rhenania Münster (2001)

### Verbindung/Corps im Miltenberger Ring
- Verbindung/Corps Rothenburg (1923)[M 2]

### Verbindung im Rothenburger Verband Schwarzer Verbindungen
- Akademische Verbindung Rothenburg (1923)→ Miltenberger Ring (1934)[M 2]

## Fakultativ oder nicht schlagende Verbindungen

### Akademischer Turnverein im Akademischen Turnbund (ATB)
- Akademische Sportverbindung Alemannia (1909)[M 3] → ASpV Danzig (1934)
- Akademische Sportverbindung Danzig (1934) → Nach dem Krieg Wiedergründung als Akademische Turn- und Sportverbindung Karlsruhe (1952)[3]
- Akademische Sportverbindung Masovia (1926)[M 3] → ASpV Danzig (1934)
- Akademische Turnverbindung Cimbria (1904)[M 3] → ATV Hannover (1950)[4]

### Arnstädter Verband
- Wissenschaftliche Verbindung Altenburg (1925)[M 4]

### Corps im baltischen akademischen Delegierten-Convent (D!C!)
- Fraternitas Dorpatensis (baltisches Corps), 1922–1930[M 5]

### Deutsche Hochschulgilde in der Deutsch-Akademischen Gildenschaft
- Deutsche Hochschulgilde Ostmark[M 6]

### Freischar im Ring Akademischer Freischaren
- Akademische Freischar Danzig[M 4]

### Landsmannschaft im Verband studierender Deutscher aus Polen
- Firmitas, Landsmannschaft Deutscher Studierender Polens[M 7]

### Sängerverbindung im Sondershäuser Verband
- Sängerverbindung Chattia Danzig (1911)[M 3]

### Verbindung im Akademischen Ruder-Bund (ARB)
- Akademische Ruderverbindung „Danzig“ (1904)[M 5] → Akademische Ruderverbindung zu Hamburg (1958) → Akademische Ruderverbindung „Alania“ zu Hamburg (1960)

### Verbindungen im Verband der Akademischen Sportverbindungen
- Akademische Sportverbindung Alemannia[M 3] → ATB (1933)
- Akademische Sportverbindung Masovia[M 3] → ATB (1933)

### Verein Deutscher Studenten
- VDSt Danzig (1904) → VDSt Hannover-Danzig (1951) → VDSt Hannover (1996)[5][M 8]

### Verein im Kartell der Akademischen Seglervereine
- Akademischer Seglerverein zu Danzig[M 5] → Akademischer Segler-Verein in Kiel (1947).

Seine Yacht Peter von Danzig (Schiff, 1936) ging nach dem Zweiten Weltkrieg an den Akademischen Seglerverein in Kiel.

### Verein im Rothenburger Verband akademischer Architektenvereine
- Akademischer Architektenverein Danzig[M 7]

### Sonstige Verbindungen
- Akademische Fliegergruppe der Technischen Hochschule Danzig[M 4]
- Collegium musicum an der Technischen Hochschule Danzig[M 4]
- Verband studierender Balten[M 4]

## Religiöse Verbindungen

### Katholische Verbindungen

#### Im CV
- KDStV Baltia (1904) → Aachen (1949)[M 4]

#### Im KV
- KStV Pruthenia (1904)[M 7] → Aachen (1950)[6]

#### Im Hochland-Verband
- Nordland[M 7]

### Christlich-Überkonfessionelle Verbindungen

#### Im Wingolf
- Danziger Wingolf (1923)[M 4] → Tradition fortgeführt durch den Darmstädter Wingolf. Philisterverein 2008 erloschen.

### Jüdische Verbindungen
- Jüdisch-Akademische Vereinigung an der Technischen Hochschule zu Danzig-Langfuhr

## Merkmale
1. 1 2 3 4 5 6 7 8 9 10 11 12 13 14 15 16  unbedingte Satisfaktion, Pflichtmensur und Couleur
2. 1 2  unbedingte Satisfaktion, Pflichtmensur, nicht farbentragend
3. 1 2 3 4 5 6   nicht farbentragend, freigestellte Mensur
4. 1 2 3 4 5 6 7  mit Duellverwerfung, farbentragend
5. 1 2 3  unbedingte Satisfaktion, keine Pflichtmensur, Couleur
6. ↑  freigestellte Satisfaktion; Couleur
7. 1 2 3 4  Duellverwerfung, keine Farben
8. ↑  freigestellte Satisfaktion; keine Farben